# Irska na Pesmi Evrovizije
Irska je na Pesmi Evrovizije (irsko Comórtas Amhrán Eorafíse) od svojega prvega nastopa na tekmovanju leta 1965 v Neaplju bila zastopana 58-krat, od takrat pa je izpustila le dva tekmovanja, leta 1983 in 2002. Trenutni irski sodelujoči radiotelevizijski voditelj na tekmovanju je Raidió Teilifís Éireann (RTÉ). Irska si skupaj s Švedsko deli rekordnih sedem zmag in je edina država, ki je zmagala trikrat zapored. Irska je prav tako štirikrat osvojila drugo mesto.
Sedem zmag je Irska dosegla z naslednjimi pesmimi: "All Kinds of Everything" v izvedbi Dane (1970), "What's Another Year?" (1980) in "Hold Me Now" (1987), obe Johnnyja Logana, "Why Me?" Linde Martin (1992), "In Your Eyes" Niamh Kavanagh (1993), "Rock 'n' Roll Kids" Paula Harringtona in Charlieja McGettigana (1994) ter "The Voice" Eimearja Quinna (1996). Logan je napisal tudi zmagovalno pesem iz leta 1992. Irska, ki je prav tako končala na drugem mestu s pesmimi "If I Could Choose" Seana Dunphyja (1967), "Terminal 3" Linde Martin (1984), "Somewhere in Europe" Liama Reillyja (1990) in "Mysterious Woman" Marca Robertsa (1997), ima skupno 18 uvrstitev med prvih pet.
Od uvedbe kvalifikacijskega kroga leta 1994 je Irska dvakrat zmagala na tekmovanju. Od uvedbe polfinala leta 2004 se Irska enajstkrat ni uvrstila v finale, dvakrat pa je v finalu končala zadnja, leta 2007 in 2013. Edini uvrstitvi Irske med deset najboljših med letoma 2007 in 2025 sta bila osmo mesto s pesmijo "Lipstick" skupine Jedward leta 2011 in šesto mesto s pesmijo "Doomsday Blue" pevke Bambie Thug leta 2024.

## Predstavniki
| Leto | Izvajalec                              | Pesem                             | Finale             | Točke              | Polfinale           | Točke               |
| ---- | -------------------------------------- | --------------------------------- | ------------------ | ------------------ | ------------------- | ------------------- |
| 1965 | Butch Moore                            | »Walking the Streets in the Rain« | 6.                 | 11                 | ni bilo predizborov | ni bilo predizborov |
| 1966 | Dickie Rock                            | »Come Back to Stay«               | 4.                 | 14                 | ni bilo predizborov | ni bilo predizborov |
| 1967 | Sean Dunphy                            | »If I Could Choose«               | 2.                 | 22                 | ni bilo predizborov | ni bilo predizborov |
| 1968 | Pat McGeegan                           | »Chance of a Lifetime«            | 4.                 | 18                 | ni bilo predizborov | ni bilo predizborov |
| 1969 | Muriel Day                             | »The Wages of Love«               | 7.                 | 10                 | ni bilo predizborov | ni bilo predizborov |
| 1970 | Dana                                   | »All Kinds of Everything«         | 1.                 | 32                 | ni bilo predizborov | ni bilo predizborov |
| 1971 | Angela Farrell                         | »One Day Love«                    | 11.                | 79                 | ni bilo predizborov | ni bilo predizborov |
| 1972 | Sandie Jones                           | »Ceol an Ghrá«                    | 15.                | 72                 | ni bilo predizborov | ni bilo predizborov |
| 1973 | Maxi                                   | »Do I Dream«                      | 10.                | 80                 | ni bilo predizborov | ni bilo predizborov |
| 1974 | Tina Reynolds                          | »Cross Your Heart«                | 7.                 | 11                 | ni bilo predizborov | ni bilo predizborov |
| 1975 | The Swarbriggs                         | »That's What Friends Are For«     | 9.                 | 68                 | ni bilo predizborov | ni bilo predizborov |
| 1976 | Red Vincent Hurley                     | »When«                            | 10.                | 54                 | ni bilo predizborov | ni bilo predizborov |
| 1977 | The Swarbriggs Plus Two                | »It's Nice to Be in Love Again«   | 3.                 | 119                | ni bilo predizborov | ni bilo predizborov |
| 1978 | Colm T. Wilkinson                      | »Born to Sing«                    | 5.                 | 86                 | ni bilo predizborov | ni bilo predizborov |
| 1979 | Cathal Dunne                           | »Happy Man«                       | 5.                 | 80                 | ni bilo predizborov | ni bilo predizborov |
| 1980 | Johnny Logan                           | »What's Another Year?«            | 1.                 | 143                | ni bilo predizborov | ni bilo predizborov |
| 1981 | Sheeba                                 | »Horoscopes«                      | 5.                 | 105                | ni bilo predizborov | ni bilo predizborov |
| 1982 | The Duskeys                            | »Here Today Gone Tomorrow«        | 11.                | 49                 | ni bilo predizborov | ni bilo predizborov |
| 1984 | Linda Martin                           | »Terminal 3«                      | 2.                 | 137                | ni bilo predizborov | ni bilo predizborov |
| 1985 | Maria Christian                        | »Wait Until the Weekend Comes«    | 6.                 | 91                 | ni bilo predizborov | ni bilo predizborov |
| 1986 | Luv Bug                                | »You Can Count on Me«             | 4.                 | 96                 | ni bilo predizborov | ni bilo predizborov |
| 1987 | Johnny Logan                           | »Hold Me Now«                     | 1.                 | 172                | ni bilo predizborov | ni bilo predizborov |
| 1988 | Jump the Gun                           | »Take Him Home«                   | 8.                 | 79                 | ni bilo predizborov | ni bilo predizborov |
| 1989 | Kiev Connolly & The Missing Passengers | »The Real Me«                     | 18.                | 21                 | ni bilo predizborov | ni bilo predizborov |
| 1990 | Liam Reilly                            | »Somewhere in Europe«             | 2.                 | 132                | ni bilo predizborov | ni bilo predizborov |
| 1991 | Kim Jackson                            | »Could It Be That I'm in Love«    | 10.                | 47                 | ni bilo predizborov | ni bilo predizborov |
| 1992 | Linda Martin                           | »Why Me?«                         | 1.                 | 155                | ni bilo predizborov | ni bilo predizborov |
| 1993 | Niamh Kavanagh                         | »In Your Eyes«                    | 1.                 | 187                | ni bilo predizborov | ni bilo predizborov |
| 1994 | Paul Harrington & Charlie McGettigan   | »Rock 'n' Roll Kids«              | 1.                 | 226                | ni bilo predizborov | ni bilo predizborov |
| 1995 | Eddie Friel                            | »Dreamin'«                        | 14.                | 44                 | ni bilo predizborov | ni bilo predizborov |
| 1996 | Eimear Quinn                           | »The Voice«                       | 1.                 | 162                | ni bilo predizborov | ni bilo predizborov |
| 1997 | Marc Roberts                           | »Mysterious Woman«                | 2.                 | 157                | ni bilo predizborov | ni bilo predizborov |
| 1998 | Dawn Martin                            | »Is Always Over Now?«             | 9.                 | 64                 | ni bilo predizborov | ni bilo predizborov |
| 1999 | The Mullans                            | »When You Need Me«                | 17.                | 18                 | ni bilo predizborov | ni bilo predizborov |
| 2000 | Eamonn Toal                            | »Millennium of Love«              | 6.                 | 92                 | ni bilo predizborov | ni bilo predizborov |
| 2001 | Gary O'Shaughnessy                     | »Without Your Love«               | 21.                | 6                  | ni bilo predizborov | ni bilo predizborov |
| 2003 | Mickey Harte                           | »We've Got the World«             | 11.                | 53                 | ni bilo predizborov | ni bilo predizborov |
| 2004 | Chris Doran                            | »If My World Stopped Turning«     | 23.                | 7                  | že v finalu         | že v finalu         |
| 2005 | Donna & Joe                            | »Love?«                           | Brez finala        | Brez finala        | 14.                 | 51                  |
| 2006 | Brian Kennedy                          | »Every Song Is a Cry for Love«    | 10.                | 93                 | 9.                  | 76                  |
| 2007 | Dervish                                | »They Can't Stop the Spring«      | 24.                | 5                  | že v finalu         | že v finalu         |
| 2008 | Dustin the Turkey                      | »Irelande Douze Pointe«           | Brez finala        | Brez finala        | 15.                 | 22                  |
| 2009 | Sinéad Mulvey & Black Daisy            | »Et Cetera«                       | Brez finala        | Brez finala        | 11.                 | 52                  |
| 2010 | Niamh Kavanagh                         | »It's for You«                    | 23.                | 25                 | 9.                  | 67                  |
| 2011 | Jedward                                | »Lipstick«                        | 8.                 | 119                | 8.                  | 68                  |
| 2012 | Jedward                                | »Waterline«                       | 19.                | 46                 | 6.                  | 92                  |
| 2013 | Ryan Dolan                             | »Only Love Survives«              | 26.                | 5                  | 8.                  | 54                  |
| 2014 | Can-Linn ft. Kasey Smith               | »Heartbeat«                       | Brez finala        | Brez finala        | 12.                 | 35                  |
| 2015 | Molly Sterling                         | »Playing with Numbers«            | Brez finala        | Brez finala        | 12.                 | 34                  |
| 2016 | Nicky Byrne                            | »Sunlight«                        | Brez finala        | Brez finala        | 15.                 | 46                  |
| 2017 | Brendan Murray                         | »Dying to Try«                    | Brez finala        | Brez finala        | 13.                 | 86                  |
| 2018 | Ryan O'Shaughnessy                     | »Together«                        | 16.                | 136                | 6.                  | 179                 |
| 2019 | Sarah McTernan                         | »22«                              | Brez finala        | Brez finala        | 18.                 | 16                  |
| 2020 | Lesley Roy                             | »Story of My Life«                | (festival odpadel) | (festival odpadel) | (festival odpadel)  | (festival odpadel)  |
| 2021 | Lesley Roy                             | »Maps«                            | Brez finala        | Brez finala        | 16.                 | 20                  |
| 2022 | Brooke                                 | »That's Rich«                     | Brez finala        | Brez finala        | 15.                 | 47                  |
| 2023 | Wild Youth                             | »We Are One«                      | Brez finala        | Brez finala        | 12.                 | 10                  |
| 2024 | Bambie Thug                            | »Doomsday Blue«                   | 6.                 | 278                | 3.                  | 124                 |
| 2025 | Emmy                                   | »Laika Party«                     | Brez finala        | Brez finala        | 13.                 | 28                  |